# زاكي (اسم)
زاكي هو اسم علم مذكر من أصل عربي، ومعناه هو الطاهر من الذنوب الص الحوفعله زكا يزكووزكي يزكى ق ال تعالى: ﴿ولولا فضل الله عليكم ورحمته ما زكى منكم من أحدٍ أبدًا﴾ [ النور من الآية 21]أي ما طهر وصلحو الزاكي كذلك الزائد من الخيرو الزرع النامي الطيبو الذي ينمو نموًا سريعًا.

## وصلات خارجية
- موسوعة السلطان قابوس لأسماء العرب نسخة محفوظة 5 أبريل 2019 على موقع واي باك مشين.